# Eine unsterbliche Liebe – Bajirao & Mastani
Eine unsterbliche Liebe – Bajirao & Mastani ist ein indisches Historiendrama von Sanjay Leela Bhansali nach Vorlage von Nagnath S. Inamdar, das am 18. Dezember 2015 in Indien und weiteren Ländern, darunter Deutschland, veröffentlicht wurde. Der Film begleitet den Aufstieg und Fall von Baji Rao I., der als bereits verheirateter Mann seine Liebe zur kriegerischen Prinzessin Mastani entdeckt.

## Handlung
Der junge Bajirao erhält am Hofe die Chance, zum Peshwa aufzusteigen, und nutzt diese. Jahre später lernt auf einem Kriegszug die Kriegsprinzessin Mastani kennen, die Tochter des hinduistischen Rajputenkönigs Chhatrasaal und seiner muslimischen Gemahlin Ruhani Begum, persischer Abstammung. Beeindruckt von den kriegerischen Fähigkeiten der Frau hilft Bajirao ihr mit seiner Armee und besiegt die Eindringlinge. Chhatrasaal ist überglücklich und besteht darauf, dass Bajirao den Feiertag Holi mit ihnen verbringt. Während dieser Zeit verlieben sich Mastani und Bajirao, und als Beweis dieser Liebe gibt er ihr bei seiner Abreise seinen Dolch, ohne zu wissen, dass er für die Rajputen ein Symbol der Ehe ist.
Entschlossen, ihrer Liebe nachzugeben, reist Mastani Bajirao nach und wird von dessen Mutter Radhabai unfreundlich und hartherzig begrüßt. Mastani wird im Kurtisanenpalast untergebracht, da Radhabai sich weigert, sie als Schwiegertochter zu akzeptieren. Mastani erträgt alles und ist fest gewillt, mit Bajirao zusammen zu sein. Bajirao maßregelt sie allerdings für ihre Beharrlichkeit und erinnert sie daran, dass er bereits verheiratet ist und ihr niemals ganz gehören wird. Mastani akzeptiert diese Bedingungen und so erklärt Bajirao sie offiziell zu seiner zweiten Frau.
Die Marathas bereiten sich darauf vor, Delhi, die Hauptstadt des Mogulreichs, anzugreifen, aber sie müssen zuerst sicherstellen, dass der Nizam, der muslimische Herrscher von Hyderabad, sie nicht zuvor angreifen wird. Kurz nach Bajiraos Rückkehr bringen sowohl Kashibai, als auch Mastani jeweils einen Sohn zur Welt. Nachdem sich der Brahmanenpriester weigert, die hinduistische Namenszeremonie durchzuführen, weil Mastanis Ehe mit Bajirao nicht anerkannt wurde, entscheidet Bajirao, dass Mastanis Sohn als Muslim erzogen wird.
Kashibai erfährt, dass man Mastani und ihren Sohn während des Ganesh Chaturthi Festivals töten will. Sie meldet dies Bajirao, der Mastani daraufhin retten kann und um sie zukünftig besser beschützen zu können, baut er ihr einen eigenen Palast. Schon bald muss er wieder in den Krieg ziehen, gegen Nasir Jung, den rachsüchtigen Sohn des Nizam. Er verabschiedet sich traditionsgemäß von seiner Ehefrau Kashibai, die ihm nun unter Tränen erklärt, dass er ihr das Herz gebrochen und ihre Ehre genommen hätte, und vergleicht ihre Liebe mit der von Krishna und Rukmini. Sie bittet ihn, nie wieder ihre Kammer zu betreten. Bajirao akzeptiert Kashibais Wunsch und entschuldigt sich dafür, dass er sie verletzt hat.
Bajirao ist kaum aufgebrochen, da werden Mastani und ihren Sohn von Bajiraos Mutter eingesperrt. Als Bajirao davon erfährt, macht ihn das so ärgerlich, dass er Nasir Jungs Armee in seiner Wut im Alleingang besiegt. Doch wird er im Kampf schwer verwundet. Von seinem Sterbebett aus schickt er seiner Mutter einen Brief, in dem er sie auffordert, Mastani freizulassen. Doch der Brief wird abgefangen und verbrannt. Lediglich Mastanis Sohn wird befreit. Bajiraos Zustand verschlechtert sich. Er halluziniert im Fieberwahn und stirbt, ohne Mastani noch einmal gesehen zu haben. Gleichzeitig stirbt auch Mastani in der Gefangenschaft. Die unglücklichen Liebenden sind nun im Tod wieder vereint.

## Hintergrund
Die Produktion erfolgte durch Bhansali Productions und Eros International. Bereits in den 1990er Jahren konzipiert, kündigte Bhansali den Film 2003 an, aber die Produktion verzögerte sich mehrmals aufgrund der wechselnden Besetzung. Erst 2014 wurde das Projekt wiederbelebt. In Anbetracht seines Umfangs erforderte der Film eine detaillierte und aufwändige Arbeit bei der Vorproduktion, die umfangreiche Recherchen und Planungen erforderte und die 19 Monate dauerte. Neben den künstlerischen Leitern waren 19 künstlerische Regieassistenten beteiligt, darunter Architekten, Designer, Zeichner und Requisitenkünstler. 22 Sets wurden in Film City nach einem Flussdiagramm erstellt, das rund 960 Skizzen und unzählige Layouts enthielt. Alle Sets wurden mit opulenten Objekten und Requisiten ausgestattet, um den Innenräumen ein Gefühl des alten Maratha-Reiches zu verleihen. Zur Beleuchtung der Kulissen wurden nur irdene Diyas und Fackeln verwendet. Die beiden größten Sets waren die exakten Nachbildungen von Shaniwar Wada und der Aaina Mahal. Das Team entwarf auch Requisiten, darunter verschiedene Arten von Zelten, Beleuchtungsrequisiten sowie Elefanten- und Pferdedekore für die Kriegssequenzen.

### Veröffentlichung
Der Film wurde am 18. Dezember 2015 in Indien und zehn weiteren Ländern, darunter Deutschland und die Vereinigten Staaten, veröffentlicht. Seit 2016 ist er als DVD und Blu-ray in Deutschland zu kaufen, vertrieben von Rapid Eye Movies.

### Synchronisation
Die deutsche Synchronisation entstand nach einem Dialogbuch und der Dialogregie von Nadine Geist im Auftrag der Berliner Synchron GmbH.
| Schauspieler       | Rolle                     | Deutsche Stimme          |
| ------------------ | ------------------------- | ------------------------ |
| Ranveer Singh      | Peshwa Bajirao Ballad     | Nico Mamone              |
| Deepika Padukone   | Mastani                   | Marieke Oeffinger        |
| Priyanka Chopra    | Kashibai                  | Sonja Spuhl              |
| Tanvi Azmi         | Radha Maa                 | Katrin Zimmermann        |
| Mahesh Manjrekar   | Chattrapati Shahu Maharaj | Horst Lampe              |
| Raza Murad         | Nizam von Deccan          | Uli Krohm                |
| Milind Soman       | Ambaji Panth              | Boris Tessmann           |
| Vaibhav Tatwawaadi | Chimaji                   | Konrad Bösherz           |
| Yatin Karyekar     | Krishnaji Bhatt           | Rainer Doering           |
| Benjamin Gilani    | Raja Chhatrasaal          | Friedrich Georg Beckhaus |
| Ganesh Yadav       | Malhar Rao                | Thomas Petruo            |
| Sukhada Khandkekar | Anutai                    | Henrike von Kuick        |
| Anuja Sathe        | Bhiutai                   | Katja Hiller             |
| Ayush Tandon       | Nana Saheb                | Christian Zeiger         |

## Rezeption

### Kritiken
Der Film wurde gemischt aufgenommen. Laut Rotten Tomatoes befanden ihn 65 % der Kritiker als gut, 73 % des Publikums werteten den Film bei insgesamt über 1000 Bewertungen als positiv (Stand: August 2021). Während Kritiker das Setup als „großes Kino“ beschreiben und den Darstellern eine gute Leistung attestieren, fehle es der Entwicklung an „erzählerischer und emotionaler Tiefe“. Bei Metacritic erhielt der Film auf Basis der Bewertung von 14 Nutzern eine Durchschnittswertung von 7.6 bei 10 möglichen Punkten (Stand: August 2021). In der IMDb erhielt der Film durchschnittlich 7,2 von 10 möglichen Sternen bei über 30.000 Bewertungen (Stand: März 2021).
Mid-Day schrieb: „Sanjay Leela Bhansali erzählt in seinem charakteristischen Stil seine Version der Geschichte in einer Mughal-e-azamesken Skala von Grandiosität, vollgestopft mit atemberaubend schönen Sets (von Bhansali, Sujit Sriram und Saloni), aufwändigen und gut durchdachten Kostümen und Accessoires (von Anju Modi) und verträumte Kameraführung (von Sudeep Chatterjee).“ Es ist die Geschichte über einen „tapferen Krieger, der 40 Schlachten direkt gegen die Moguln kämpfte und gewann, um ein einheitliches hinduistisches Rashtra zu schaffen. Aber während der ehrgeizige Peshwa auf dem Schlachtfeld äußerst selbstbewusst ist, gibt es einen Kampf, den er ständig zu verlieren scheint; den seine Familie gegen ihn gekämpft hat.“
In Indien feierte der Film große Erfolge und wurde als „visuell prächtiges“ „Meisterwerk“ bezeichnet, „einem Kostümdrama, das in die Einbildung der Zeit gekleidet ist, als königliche Arroganz soziale Ungerechtigkeiten als Geburtsrecht zuließ und zum glühenden Leben erweckt wurde von einem Filmemacher, der die vielschichtige Sprache der Opulenz besser versteht als jeder zeitgenössische Filmemacher.“
Die Hindustan Times schrieb: „‚Bajirao & Mastani‘ zeigt ein opernhaftes, ohnmächtiges, fiebriges Liebesgedicht. Es ist auch Sanjays Hommage an eine der größten Liebesgeschichten des indischen Kinos – Mughal-e-Azam. Wieder einmal steht die Staatskunst der großen Leidenschaft im Weg. Ein stolzer, vom Kampf gezeichneter Anführer wird von einer unbändigen Emotion niedergestreckt.“ „Der Film fühlt sich übermäßig zeremoniell, absichtlich episch und an manchen Stellen ein wenig anstrengend an.“

### Einspielergebnisse
Der Film spielte am Eröffnungswochenende in den Vereinigten Staaten 1,744 Millionen US-Dollar ein. Weltweit belaufen sich die Gesamteinnahmen auf über 11 Millionen US-Dollar, mehr als die Hälfte davon in den Vereinigten Staaten.

### Auszeichnungen (Auswahl)
Der Film erhielt 67 Auszeichnungen und wurde für weitere 23 nominiert.
| Asian Film Award 2016 - Best Visual Effects für Prasad Sutar - nominiert für - Best Film - Best Editor für Rajesh Pandey - Best Composer für Nihar Ranjan Samal - Best Costume Designer für Maxima Basu und Anju Modi International Indian Film Academy Award 2016 - Beste Regie für Sanjay Leela Bhansali - Bester Hauptdarsteller für Ranveer Singh - Beste Nebendarstellerin für Priyanka Chopra - Beste Stuntregie für Sham Kaushal - Beste Choreografie für Remo D'Souza - Beste visuelle Effekte für Prasad Sutar - Bestes Kostüm für Maxima Basu und Anju Modi - Beste Kamera für Sudeep Chatterjee - nominiert für - Bester Film - Beste Hauptdarstellerin für Deepika Padukone - Beste Nebendarstellerin für Tanvi Azmi - Beste Musik für Sanjay Leela Bhansali | Filmfare Award 2016 - Bester Film - Beste Regie für Sanjay Leela Bhansali - Bester Hauptdarsteller für Ranveer Singh - Beste Nebendarstellerin für Priyanka Chopra - Beste Playbacksängerin für Shreya Ghoshal - Beste Stuntregie für Sham Kaushal - Beste Choreografie für Birju Maharaj - Beste Kostüme für Maxima Basu und Anju Modi - Best Production Design für Sujeet Sawant, Sriram Iyengar und Saloni Dhatrak - nominiert für - Beste Hauptdarstellerin für Deepika Padukone - Beste Nebendarstellerin für Tanvi Azmi - Beste Musik für Sanjay Leela Bhansali Zee Cine Award 2016 - Bester Film - Beste Regie für Sanjay Leela Bhansali - Bester Hauptdarsteller für Ranveer Singh - Beste Hauptdarstellerin für Deepika Padukone - Beste Playbacksängerin für Shreya Ghoshal - Beste Stuntregie - Best Production Design - Beste visuelle Effekte - Best Sound Design - Beste Hintergrundmusik - Beste Choreografie für Ganesh Acharya - Best Cinematography für Sudeep Chatterjee - nominiert für - Beste Hauptdarstellerin für Priyanka Chopra |